# 広橋守光
広橋守光（ひろはし もりみつ、文明3年3月5日（1471年3月26日） - 大永6年4月1日（1526年5月12日））は、室町時代中期の公卿。法名は祐寂、院号は是称院。

## 官歴
- 文明11年（1479年）：従五位下、治部少輔
- 文明15年（1483年）：侍従
- 文明18年（1486年）：従五位上、右衛門権佐
- 長享元年（1487年）：右衛門佐
- 長享2年（1488年）：蔵人、正五位下
- 長享3年（1489年）：右少弁
- 延徳2年（1490年）：権左中弁
- 延徳4年（1492年）：正五位上
- 明応4年（1495年）：右中弁
- 明応5年（1496年）：従四位上、蔵人頭
- 明応8年（1499年）：正四位下、左中弁
- 明応9年（1500年）：正四位上
- 永正2年（1505年）：左大弁、従三位、参議
- 永正5年（1508年）：正三位
- 永正6年（1509年）：武家伝奏、権中納言
- 永正10年（1513年）：神宮伝奏
- 永正15年（1518年）：権大納言
- 大永4年（1524年）：正二位
- 没後：贈 内大臣

## 系譜
- 実父：町広光
- 養父：広橋兼顕
- 母：園基有の娘
- 子：広橋兼秀